# Guerschon Yabusele
Guerschon Yabusele (Dreux, 17 de diciembre de 1995) es un baloncestista francés que pertenece a la plantilla de los New York Knicks de la NBA. Con 2.03 metros de estatura, juega en la posición de ala-pívot.

## Trayectoria deportiva

### Francia
Comenzó en el baloncesto en profesional fichando por el Chorale Roanne Basket en la Pro A, la primera división francesa, donde jugó 8 partidos, promediando 1,5 puntos. Al año siguiente el equipo descendió a la Pro B, y en la nueva categoría ya jugó la temporada completa, promediando 8,6 puntos y 4,5 rebotes por partido.
En 2015 fichó por tres temporadas con el Rouen Métrople Basket. En su primer año en el equipo, de nuevo en la Pro A, promedió 11,5 puntos y 6,9 rebotes por partido.

### China y NBA
Fue elegido en la decimosexta posición del Draft de la NBA de 2016 por Boston Celtics, pero en el mes de julio se anunció su fichaje por los Shanghai Sharks de la liga china.
En 2017 firma contrato con Boston, y su filial de la G League.
Tras dos temporadas en los Celtics, en 2019 el ala-pívot francés se marchó a China, donde jugó en las filas de los Nanjing Monkey Kings con unos promedios de 17,9 puntos, 7,2 rebotes, 1,8 asistencias, 1,3 tapones y 1,1 robos por partido.

### Regreso a Europa
En febrero de 2020, regresa a su país natal para jugar en las filas del ASVEL Lyon-Villeurbanne de la Ligue Nationale de Basket-ball.
En la temporada 2020-21, promediaría 14,1 puntos y 4 capturas durante la fase regular del campeonato de la Ligue Nationale de Basket-ball. 
El 23 de junio de 2021, se anuncia su fichaje por el Real Madrid de la Liga Endesa. El 28 de abril de 2023 fue sancionado con cinco partidos por la Euroliga por los incidentes que ocurrieron en el segundo partido de playofs ante el KK Partizan, que tuvo que ser suspendido a fanta de 1:40 del final por la tángana que se desecandenó tras una dura falta de Sergio Llull sobre Kevin Punter cuando el choque estaba decidido a favor del equipo serbio (80-95). También fueron sancionados el propio Punter y Mathias Lessort.

### Segunda etapa NBA
El 18 de agosto de 2024 firma por una temporada con los Philadelphia 76ers de la NBA.
En julio de 2025 firma con New York Knicks.

## Selección nacional
Fue integrante de las selecciones júnior de Francia, con las que disputó el EuroBasket Sub-18 de 2013 y los EuroBasket Sub-20 de 2014 y 2015.
Su primera convocatoria con la absoluta fue en los clasificatorios para el Mundial de 2019 celebrado en China, aunque finalmente no disputó el Mundial.
En verano de 2021 fue parte de la selección francesa que participó en los Juegos Olímpicos de Tokio 2020, que ganó la medalla de plata.
En septiembre de 2022 disputó con el combinado francés el EuroBasket 2022, donde ganaron la plata, al perder la final ante España.
Durante agosto y septiembre de 2023 fue integrante de la selección francesa que participó en el Mundial de 2023 celebrado en Asia, y que finalizó en decimoctavo lugar.
Entre julio y agosto de 2024 fue parte de la selección que disputó los Juegos Olímpicos de París y que ganó la plata, tras perder la final ante Estados Unidos.

## Estadísticas de su carrera en la NBA

### Temporada regular
| Año     | Equipo       | PJ  | PT | MPP  | %TC  | %3P  | %TL  | RPP | APP | ROB | TPP | PPP  |
| ------- | ------------ | --- | -- | ---- | ---- | ---- | ---- | --- | --- | --- | --- | ---- |
| 2017-18 | Boston       | 33  | 4  | 7.1  | .426 | .324 | .682 | 1.6 | .5  | .1  | .2  | 2.4  |
| 2018-19 | Boston       | 41  | 1  | 6.1  | .455 | .321 | .682 | 1.3 | .4  | .2  | .2  | 2.3  |
| 2024-25 | Philadelphia | 70  | 43 | 27.1 | .501 | .380 | .725 | 5.6 | 2.1 | .8  | .3  | 11.0 |
| Total   | Total        | 144 | 48 | 16.5 | .489 | .369 | .714 | 3.5 | 1.2 | .5  | .3  | 6.5  |

### Playoffs
| Año   | Equipo | PJ | PT | MPP | %TC  | %3P  | %TL  | RPP | APP | ROB | TPP | PPP |
| ----- | ------ | -- | -- | --- | ---- | ---- | ---- | --- | --- | --- | --- | --- |
| 2018  | Boston | 12 | 0  | 4.0 | .111 | .000 | .400 | .9  | .3  | .2  | .0  | .3  |
| 2019  | Boston | 4  | 0  | 3.5 | .500 | .000 | .571 | .5  | .3  | .0  | .3  | 2.0 |
| Total | Total  | 16 | 0  | 3.9 | .231 | .000 | .500 | .8  | .3  | .1  | .1  | .8  |